# Ádám Anikó
Ádám Anikó Mária (Budapest, 1959. február 16. –) magyar műfordító, tanár, a Pázmány Péter Katolikus Egyetem Bölcsészet- és Társadalomtudományi Karának docense.

## Tanulmányok és munkásság
1977-ben érettségizett a budapesti Szent László Gimnáziumban. Egyetemi tanulmányait Szegeden végezte, a József Attila Tudományegyetemen, itt szerezte 1985-ben magyar-francia szakos középiskolai tanári diplomáját. Ezután a Magyar Tudományos Akadémia ösztöndíjasaként az Irodalomtudományi Intézetben végzett kutatásokat, majd 1990-től a debreceni Kossuth Lajos Tudományegyetem Francia Tanszékének adjunktusa lett. 1995-től a székesfehérvári Kodolányi János Főiskola Francia Tanszékén tanított. Közben a Francia Intézet tanára lett, ugyanitt a Le Pont des Arts című folyóirat főszerkesztője is volt. 2003-ban a Szegedi Tudományegyetemen megszerezte PhD fokozatát. A Pázmány Péter Katolikus Egyetem Francia Tanszékének 2000 óta főállású oktatója, először adjunktusként, majd docensként. 2016-ban habilitált a Pázmányon.
Kutatási területei az összehasonlító irodalomtudomány, a XIX. és XX. századi francia irodalomtörténet, az irodalmi szöveg és a képzőművészetek kapcsolata.
2017-től 2020. szeptemberig volt a Magyar Műfordítók Egyesületének elnöke.

## Fordításai
- Michel Foucault: Én, Pierre Rivière, aki lemészároltam anyámat, húgomat és öcsémet
- William Dale Jennings: A rónin
- Paul Virilio: Az információs bomba
- Marina Vlady: Az én cseresznyéskertem
- Jean Piaget: Az értelem pszichológiája
- François Soulages: A fotográfia esztétikája
- Pierre Riché: Oktatás és művelődés a barbár Nyugaton
- Jean Starobinski: Poppea fátyla
- Annick Lionel-Marie: Brassaï

## Szerkesztései
- Maár Judit – Ádám Anikó (szerk.): Nyelv, költészet, titok
- Maár Judit – Ádám Anikó (szerk.): A bűvös kéz
- Ádám Anikó – Radvánszky Anikó (szerk.): Térzékelések, térértelmezések

## Családja
Két gyermeke van, András (1986) és Mihály (1988).

## Elismerések, díjak
- 1988 különdíj, adományozó: MTA TMB
- 2013 Pázmány Plakett, adományozó: Pázmány Péter Katolikus Egyetem (oktatásszervezési, kutatói elismerés)
- 2013 Francia Akadémiai Pálmarend Lovagi Fokozata, adományozó: Francia Köztársaság Elnöke (elismert teljesítmény: a francia nyelv és kultúra terjesztésért)